# Jánossomorja
Jánossomorja (chorvatsky Šomierja) je město v Maďarsku v župě Győr-Moson-Sopron, spadající pod okres Mosonmagyaróvár, poblíže rakouských hranic. Vzniklo v roce 1970 spojením tří osad Mosonszentjános, Mosonszentpéter a Pusztasomorja. Město se nachází asi 11 km jihozápadně od Mosonmagyaróváru. V roce 2015 v Jánossomorje žilo 6052 obyvatel, z nichž 85,2 % tvoří Maďaři.
Samotné město se skládá z částí Mosonszentjános, Mosonszentpéter a Pusztasomorja. Dále k němu připadá několik malých, nesamostatných vesniček, do nichž patří Bónistanya, Jancsimajor, Hanságfalva, Hanságliget, Hanságnagyerdö, Kápolnatanya, Kendergyár, Schmückház, Somorjapuszta a Újtanya.
Jánossomorja leží na silnicích 86, 8507 a 8508. Je přímo silničně spojena s obcemi Bősarkány, Mosonudvar, Várbalog, Újronafő a s rakouskou obcí Andau.